# Stadskiel
De Stadskiel is een voormalig waterschap in de Nederlandse provincie Groningen.
Het waterschap lag ten westen van Bad Nieuweschans, ten westen van de Westerwoldse Aa, tussen dit kanaal en de spoorlijn Groningen-Duitsland. De bemaling gebeurde door middel van een molen die via een duiker onder het spoor loosde op de Oude Aa bij Oudezijl. Vandaar stroomde het water door de bermsloten van de Schanskerdijk en de Oudedijk naar de Binnen-Tjamme.. Het waterschap bracht het water in de kanalen van het waterschap Spitlanden, maar droeg niet bij in de kosten.
De polder had sinds 1769 een spinnenkopmolen, die in 1868 door een bovenkruier werd vervangen. 
Waterstaatkundig gezien ligt het gebied sinds 2000 binnen dat van het waterschap Hunze en Aa's.

## Naam
De naam verwijst naar de oorspronkelijke eigenaar, de stad Groningen en de vorm (kiel = spits toelopend).